# تپه روستای نصر
تپه روستای نصر مربوط به سده‌های اولیه و میانه دوران‌های تاریخی پس از اسلام است و در شهرستان دهلران، بخش موسیان، دهستان دشت عباس، روستای نصر واقع شده و این اثر در تاریخ ۱۵ دی ۱۳۸۷ با شمارهٔ ثبت ۲۴۰۳۴ به‌عنوان یکی از آثار ملی ایران به ثبت رسیده است.